# 134 Sofrosina
134 Sofrosina (mednarodno ime je 134 Sophrosyne) je asteroid tipa C (po Tholenu) v glavnem asteroidnem pasu .

## Odkritje
Asteroid je 16. avgusta 1873 odkril nemški astronom Karl Theodor Robert Luther (1822 – 1900).
Poimenovan je po Platonovi filozofiji in načinu življenja (moralno zdravje, samokontrola, zmerno življenje in vzdržnost), ki jo je imenoval «sofrosine» (σωφροσύνη).

## Lastnosti
Asteroid Sofrosina obkroži Sonce v 4,10 letih. Njegova tirnica ima izsrednost 0,117, nagnjena pa je za 11,588° proti ekliptiki. Njegov premer je 123,3 km, okoli svoje osi pa se zavrti v 12,708 h . 
Asteroid je izredno temen. Na površini ima verjetno preproste ogljikove spojine.